# Ascheberg, Nordrhein-Westfalen
Ascheberg är en kommun och ort i Kreis Coesfeld i Regierungsbezirk Münster i förbundslandet Nordrhein-Westfalen i Tyskland.  Motorvägen A1 passerar förbi Ascheberg.